# Twilight Time
Twilight Time(트와일라잇 타임)은 핀란드 파워메탈 밴드 스트라토바리우스의 정규 2집 앨범이다. 파란조명 사진이 들어간 다른 종류의 커버가 들어간 앨범도 있다.

## 역사
베이시스트 유루키 렌톤이 밴드를 탈퇴 한 후 새로이 야리 벰이 가입하지만 그도 얼마 후 탈퇴해버린다. 이때 밴드는 "Stratovarius II"의 녹음을 준비중이였는데, 야리가 너무 빨리 탈퇴하는 바람에 부클릿에는 그의 이름과 얼굴이 올라가있지만 실제로 베이스 파트는 톨키가 모두 녹음했다. 밴드는 후에 Shark Record사와 계약을 체결하고, "Stratovarius II"는 새로운 앨범커버와 새로운 이름 "Twilight Time"을 달고 1992년 발매되었다.

## 일본 시장에서의 성과
"Twilight Time"은 일본에서 5개월 동안 수입음반 탑 10안에 진입했고, '그해에 가장 많이팔린 수입 앨범'에 선정되었다. 이로 인해 JVC Victor와 계약을 체결하고, 1993년에 "Twilight Time"의 일본 라이센스반을 발매하였다.

## 수록곡
전체 작곡: 티모 톨키
| #             | 제목                              | 작사          | 재생 시간 |
| ------------- | --------------------------------- | ------------- | --------- |
| 1.            | 〈"Break the Ice"〉               | 투오모 라실라 | 4:40      |
| 2.            | 〈"The Hands of Time"〉           | 톨키, 라실라  | 5:34      |
| 3.            | 〈"Madness Strikes at Midnight"〉 | 톨키          | 7:17      |
| 4.            | 〈"Metal Frenzy"〉                | 톨키, 라실라  | 2:18      |
| 5.            | 〈"Twilight Time"〉               | 톨키, 라실라  | 5:49      |
| 6.            | 〈"The Hills Have Eyes"〉         | 라실라        | 6:18      |
| 7.            | 〈"Out of the Shadows"〉          | 톨키, 라실라  | 4:08      |
| 8.            | 〈"Lead Us into the Light"〉      | 톨키          | 5:46      |
| 총 재생 시간: | 총 재생 시간:                     | 총 재생 시간: | 41:50     |

## 구성원
- 티모 톨키 - 기타, 보컬, 베이스
- 야리 벰 - 베이스
- 안티 이코넨 - 키보드
- 투오모 라실라 - 드럼, 퍼커션